# NGC 5290
NGC 5290 est une galaxie spirale vue par la tranche et située dans la constellation des Chiens de chasse. Sa vitesse par rapport au fond diffus cosmologique est de 2 735 ± 13 km/s, ce qui correspond à une distance de Hubble de 40,3 ± 2,8 Mpc (∼131 millions d'al). NGC 5290 a été découverte par l'astronome germano-britannique William Herschel en 1787.
La classe de luminosité de NGC 5290 est II-III et elle présente une large raie HI.
À ce jour, 17 mesures non basées sur le décalage vers le rouge (redshift) donnent une distance de 33,959 ± 3,847 Mpc (∼111 millions d'al), ce qui est à l'intérieur des valeurs de la distance de Hubble. Notons cependant que c'est avec la valeur moyenne des mesures indépendantes, lorsqu'elles existent, que la base de données NASA/IPAC calcule le diamètre d'une galaxie et qu'en conséquence le diamètre de NGC 5290 pourrait être d'environ 44,6 kpc (∼145 000 al) si on utilisait la distance de Hubble pour le calculer.

## Groupe de NGC 5371
Selon A. M. Garcia, NGC 5290 fait partie du groupe de NGC 5371. Ce groupe de galaxies compte au moins 18 membres, dont NGC 5289, NGC 5311, NGC 5313, NGC 5320, NGC 5326, NGC 5346, NGC 5350,NGC 5354, NGC 5355, NGC 5358 et NGC 5371.
Les galaxies NGC 5289 et NGC 5290 forment une paire de galaxies spirales.

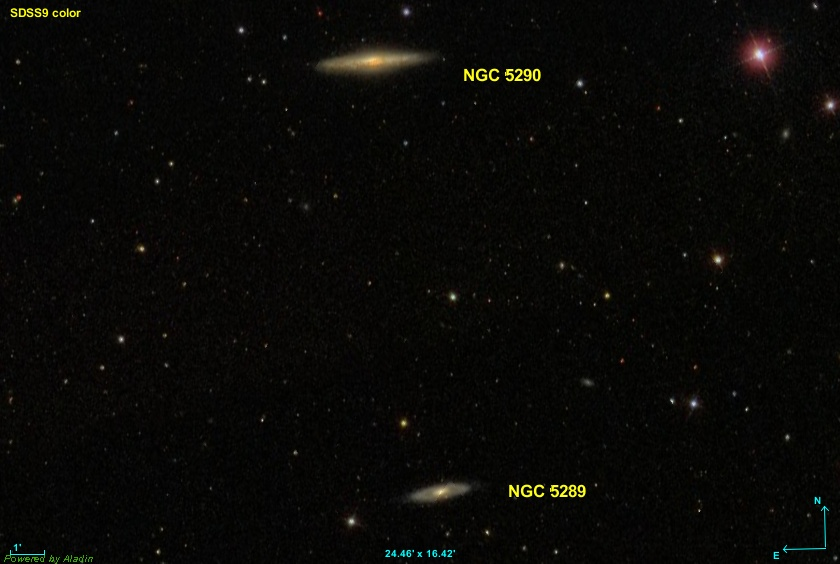
La paire de galaxies spirales NGC 5289 et NGC 5290.

D'autre part, Abraham Mahtessian mentionne aussi l'existence de ce groupe, mais il n'y figure que 15 galaxies. Les galaxies NGC 5346 et NGC 5358 ne font pas partie de la liste de Mahtessian, mais celui-ci ajoute trois galaxies : NGC 5337, NGC 5362 et NGC 5383. Ces trois galaxies font partie d'un autre groupe de quatre galaxies décrits par Garcia, le groupe de NGC 5383.